# 익산 숭림사 영원전 지장보살좌상 및 권속
익산 숭림사 영원전 지장보살좌상 및 권속(益山 崇林寺 靈源殿 地藏菩薩坐像 및 眷屬)은 대한민국 전북특별자치도 익산시에 있는 불상 및 권속이다. 2001년 4월 27일 전라북도의 유형문화재 제189호로 지정되었다.

## 개요
이 불상은 영원전에 봉안된 지장보살좌상과 주변에 자리한 도명존자, 무독귀왕, 시왕상 지자, 동자상, 금강역사 등 21구의 권속을 이른다.
지장보살은 목조의 결가부좌를 한 좌상이며, 권속은 나무 뼈대 위에 흙은 붙여 만든 소조상으로 좌상과 입상이 있다.
지장보살은 숭정7년(인조 12년, 1634년)에 조성되었다고 하며, 권속도 같은 시기에 조성되었을 것으로 판단된다.
숭림사 지장보살은 조선 후기에 조성된 대표적인 지장보살상이며 주변의 권속이 완전하게 남아있는 좋은 예이다.

## 참고 자료
- 숭림사영원전지장보살좌상및권속 - 국가유산청 국가유산포털